# Ophidion josephi
Ophidion josephi är en fiskart som beskrevs av Girard, 1858. Ophidion josephi ingår i släktet Ophidion och familjen Ophidiidae. Inga underarter finns listade i Catalogue of Life.